# Francis X. Bushman
Francis Xavier Bushman (Baltimora, 10 gennaio 1883 – Pacific Palisades, 23 agosto 1966) è stato un attore, regista e sceneggiatore statunitense.
Famosissimo all'epoca del cinema muto, era soprannominato "King of the Movies" ("il re del cinema") prima che tale titolo venisse assegnato a Clark Gable.

## Biografia
Alto 1,80, con un fisico scultoreo che aveva curato fin dalla giovinezza al Maryland Athletic Club, Bushman seguì la disciplina del body building e citò tra coloro che influenzarono tale scelta Eugen Sandow, reputato il padre del culturismo moderno. Bushman, come molti attori a lui coevi, arrivò al cinema attraverso il teatro. Furono proprio i suoi muscoli ad attirare l'attenzione su di lui e a fargli ottenere i primi lavori. Debuttò nel 1911, in un corto dell'Essanay Film Manufacturing Company, il primo di 26 film che girò in quell'anno. L'anno dopo, il 1912, girò 49 pellicole.
Negli ultimi anni della sua vita, prese parte a numerosi film televisivi, anche in ruoli di primo piano.
La sua ultima apparizione fu in un episodio del serial tv di fantascienza Viaggio in fondo al mare, che venne trasmesso il 16 ottobre 1966, a due mesi dalla sua morte.

## Vita privata

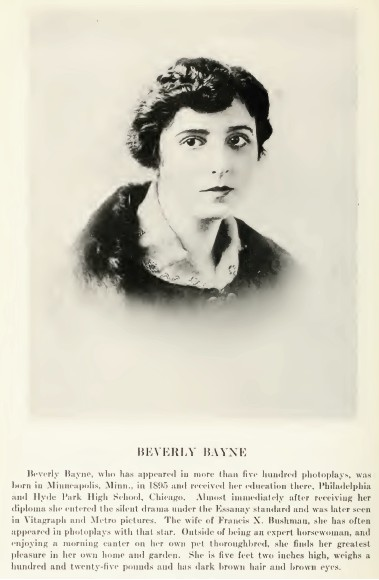
Who's Who on the Screen
Beverly Bayne nel 1920, all'epoca del suo matrimonio con Bushman

Bushman fu sposato quattro volte. La prima, dal 1902 al 1918, con la sarta Josephine Fladune. Dal matrimonio nacquero cinque figli. Uno di questi, Ralph Bushman (1903-1978), sarebbe diventato pure lui attore.
Nel 1918, scoppiò uno scandalo quando si venne a sapere della relazione che legava Bushman all'attrice Beverly Bayne, sua partner preferita sullo schermo: la moglie chiese e ottenne il divorzio. Tre giorni dopo che questo era diventato effettivo, Bushman sposò la Bayne in segreto, in seguito a pressioni degli studios che non volevano venisse intaccata la sua popolarità. La loro unione finì nel 1925 con un secondo divorzio per Bushman.
Nel 1933, sposò Norma Emily Atkin: il loro matrimonio durò fino al 1956.
L'ultimo, celebrato nel 1956, fu con Iva Millicient Richardson e durò dieci anni fino alla morte di Bushman, avvenuta il 23 agosto 1966, all'età di 83 anni per un infarto nella sua casa di Pacific Palisades. È sepolto al Forest Lawn Memorial Park Cemetery di Glendale.

## Riconoscimenti
Per il suo contributo all'industria cinematografica, gli è stata assegnata una stella sulla Hollywood Walk of Fame al 1651 Vine Street.

## Filmografia parziale
Quando manca il nome del regista, questo non viene riportato nei titoli

### Attore
- His Friend's Wife, regia di Harry McRae Webster – cortometraggio (1911)
- The Rosary, regia di R.F. Baker – cortometraggio (1911)
- Her Dad the Constable, regia di R.F. Baker – cortometraggio (1911)
- God's Inn by the Sea, regia di R.F. Baker – cortometraggio (1911)
- The New Manager, regia di R.F. Baker – cortometraggio (1911)
- The Gordian Knot, regia di R.F. Baker – cortometraggio (1911)
- Live, Love and Believe (1911)
- Fate's Funny Frolic, regia di R.F. Baker (1911)
- The Playwright (1911)
- Putting It Over (1911)
- The Dark Romance of a Tobacco Tin (1911)
- Two Men and a Girl (1911)
- The Burglarized Burglar, regia di R.F. Baker (1911)
- Saved from the Torrents (1911)
- Lost Years, regia di Richard Foster Baker (1911)
- Reparation (1911)
- A False Suspicion (1911)
- Pals (1911)
- Bill Bumper's Bargain (1911)
- He Fought for the U.S.A. (1911)
- The Empty Saddle (1911)
- Too Much Turkey (1911)
- The Quinceville Raffle (1911)
- The Madman (1911)
- The Long Strike (1911)
- The Goodfellow's Christmas Eve (1911)
- Daydream of a Photoplay Artist (1912)
- The Mail Order Wife (1912)
- The Old Florist (1912)
- The Little Poet (1912)
- Alias Billy Sargent (1912)
- A Brother's Error (1912)
- The Hospital Baby (1912)
- The Melody of Love (1912)
- Her Boys (1912)
- Tracked Down (1912)
- The Little Black Box (1912)
- Amore che salva (1912)
- Out of the Depths (1912)
- At the End of the Trail (1912)
- Teaching a Liar a Lesson, regia di Archer MacMackin (1912)
- Lonesome Robert (1912)
- The Rivals (1912)
- Napatia, the Greek Singer (1912)
- Out of the Night (1912)
- The Eye That Never Sleep (1912)
- A Good Catch (1912)
- The Laurel Wreath of Fame (1912)
- The Mis-Sent Letter (1912)
- The Passing Shadow (1912)
- Return of William Marr (1912)
- Billy and the Butler (1912)
- White Roses (1912)
- The Butterfly Net, regia di Archer MacMackin (1912)
- Signal Lights (1912)
- The Understudy, regia di Archer MacMackin (1912)
- Her Hour of Triumph, regia di Archer MacMackin (1912)
- The New Church Organ, regia di Archer MacMackin (1912)
- The Old Wedding Dress (1912)
- The Magic Wand, regia di Theodore Wharton – cortometraggio (1912)
- Twilight – cortometraggio (1912)
- The Fall of Montezuma, regia di Harry McRae Webster (1912)
- Neptune's Daughter, regia di Theodore Wharton (1912)
- The Voice of Conscience, regia di Theodore Wharton (1912)
- The End of the Feud, regia di Theodore Wharton (1912)
- The Warning Hand (1912)
- Chains, regia di Archer MacMackin (1912)
- When Wealth Torments (1912)
- The House of Pride, regia di Jack Conway (1912)
- The Penitent (1912)
- The Iron Heel, regia di Archer MacMackin (1912)
- The Error of Omission (1912)
- The Virtue of Rags, regia di Theodore Wharton (1912)
- The Cat's Paw (1912)
- Requited Love (1912)
- Little Ned, regia di Theodore Wharton (1913)
- When Soul Meets Soul, regia di Norman MacDonald (1913)
- The Thirteenth Man (1913)
- The Farmer's Daughter (1913)
- The Discovery (1913)
- A Mistaken Accusation (1913)
- The Pathway of Years (1913)
- The Spy's Defeat, regia di Harry McRae Webster (1913)
- Let No Man Put Asunder (1913)
- A Brother's Loyalty, regia di Theodore Wharton (1913)
- The Whip Hand, regia di Archer MacMackin (1913)
- The Power of Conscience, regia di Theodore Wharton (1913)
- The Hermit of Lonely Gulch, regia di Theodore Wharton (1913)
- Sunlight, regia di Theodore Wharton (1913)
- The Right of Way, regia di Archer MacMackin (1913)
- The Toll of the Marshes, regia di Archer MacMackin (1913)
- Hearts and Flowers (1914)
- The Hour and the Man, regia di E. H. Calvert (1914)
- Through the Storm (1914)
- The Girl at the Curtain (1914)
- Dawn and Twilight (1914)
- The Other Girl, regia di E. H. Calvert (1914)
- Shadows, regia di R.F. Baker (1914)
- The Three Scratch Clue (1914)
- In the Moon's Ray, regia di E. H. Calvert (1914)
- The Man for A' That (1914)
- Yarn a-Tangle (1914)
- Blood Will Tell, regia di E. H. Calvert (1914)
- The Mystery of Room 643 (1914)
- Mongrel and Master (1914)
- Ashes of Hope (1914)
- The Voice in the Wilderness (1914)
- The Elder Brother (1914)
- Jane (1914)
- Finger Prints (1914)
- The Countess (1914)
- Trinkets of Tragedy (1914)
- A Night with a Million (1914)
- The Night Hawks (1914)
- His Stolen Fortune (1914)
- One Wonderful Night, regia di E. H. Calvert (1914)
- The Other Man  (1914)
- The Ambition of the Baron (1915)
- Graustark, regia di Fred E. Wright (1915)
- The Return of Richard Neal
- Thirty
- The Slim Princess, regia di E. H. Calvert (1915)
- Providence and Mrs. Urmy
- The Second in Command, regia di William Bowman (1915)
- The Silent Voice, regia di William Bowman (1915)
- Pennington's Choice, regia di William Bowman (1915)
- Man and His Soul, regia di John W. Noble (1916)
- The Red Mouse
- The Wall Between, regia di John W. Noble (1916)
- A Million a Minute, regia di John W. Noble (1916)
- The Voice in the Darkness (1916)
- A Virginia Romance, regia di Charles Belmore – cortometraggio (1916)
- In the Diplomatic Service, regia di Francis X. Bushman (1916)
- Romeo and Juliet, regia di John W. Noble (1916)
- Under Suspicion, regia di Will S. Davis (1918)
- La sposa mascherata (The Masked Bride), regia di Christy Cabanne e (non accreditato) Josef von Sternberg (1925)
- Ben-Hur, regia di Fred Niblo (1925)
- Sei tutta la mia vita, (The Marriage Clause) regia di Lois Weber (1926)
- Il manto di ermellino (The Lady in Ermine), regia di James Flood (1927)
- Dillo con lo zibellino (Say It with Sables), regia di Frank Capra (1928)
- The Man Higher Up, regia di Joseph C. Boyle (1928)
- Rivalità (Silver Queen), regia di Lloyd Bacon (1942)
- Wilson, regia di Henry King (1944)
- I misteri di Hollywood (Hollywood Story), regia di William Castle (1951)
- Davide e Betsabea (David and Bathsheba), regia di Henry King (1952)
- Sabrina, regia di Billy Wilder (1954)
- L'inferno ci accusa (The Story of Mankind), regia di Irwin Allen (1957)
- The Court of Last Resort – serie TV, episodio 1x15 (1958)
- Peter Gunn – serie TV, episodio 3x31 (1961)
- Il pianeta fantasma (The Phantom Planet), regia di William Marshall (1961)
- Il castello delle donne maledette (The Ghost in the Invisible Bikini), regia di Don Weis (1966)

### Regista
- In the Diplomatic Service (1916)
- Romeo and Juliet, regia di John W. Noble - assistente (1916)

### Sceneggiatore
- In the Diplomatic Service, regia di Francis X. Bushman (1916)

## Doppiatori italiani
- Achille Majeroni in I misteri di Hollywood
- Aldo Silvani in Davide e Betsabea
- Stefano Sibaldi in Sabrina

## Galleria d'immagini

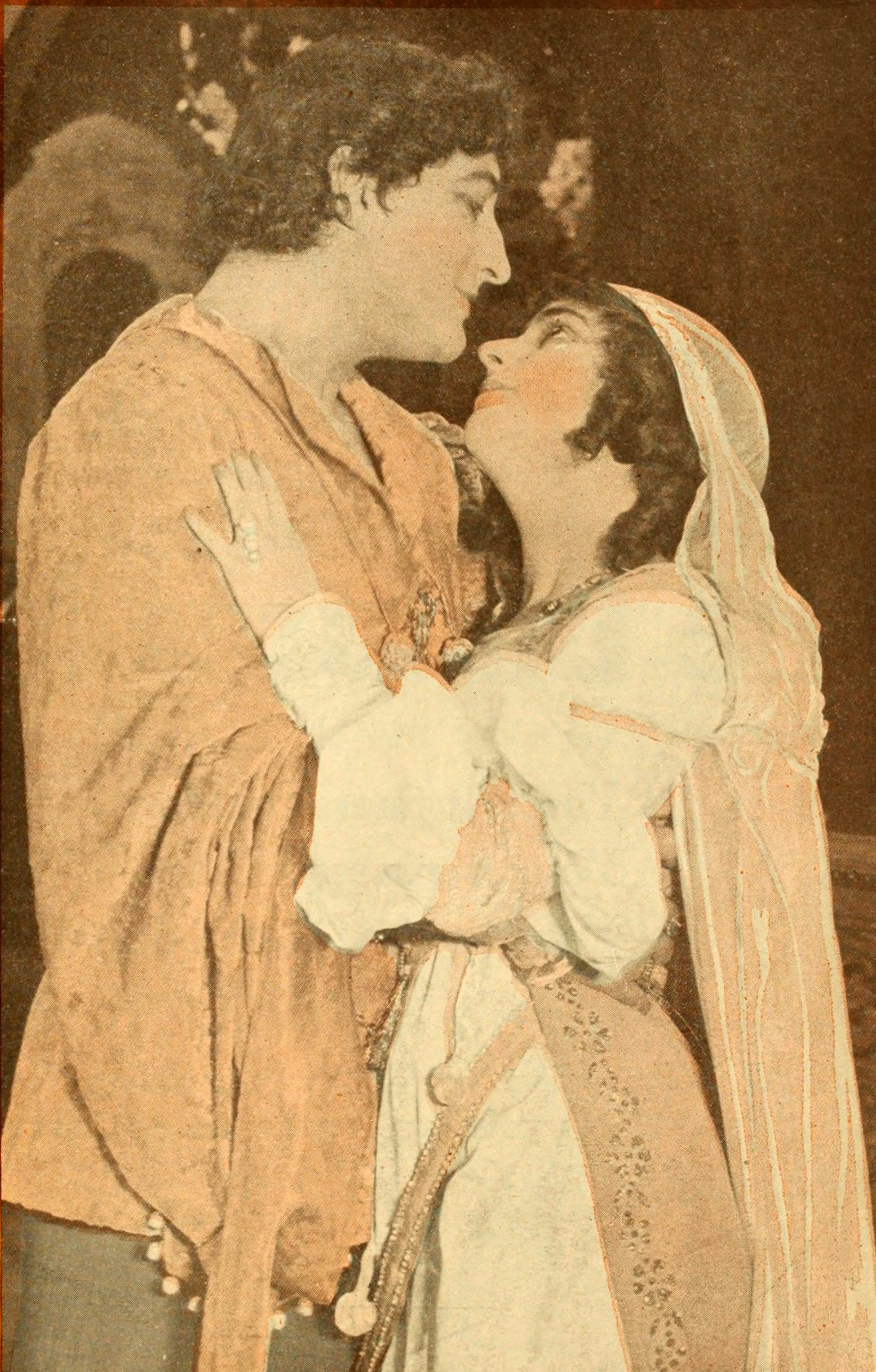
Romeo and Juliet (1916)
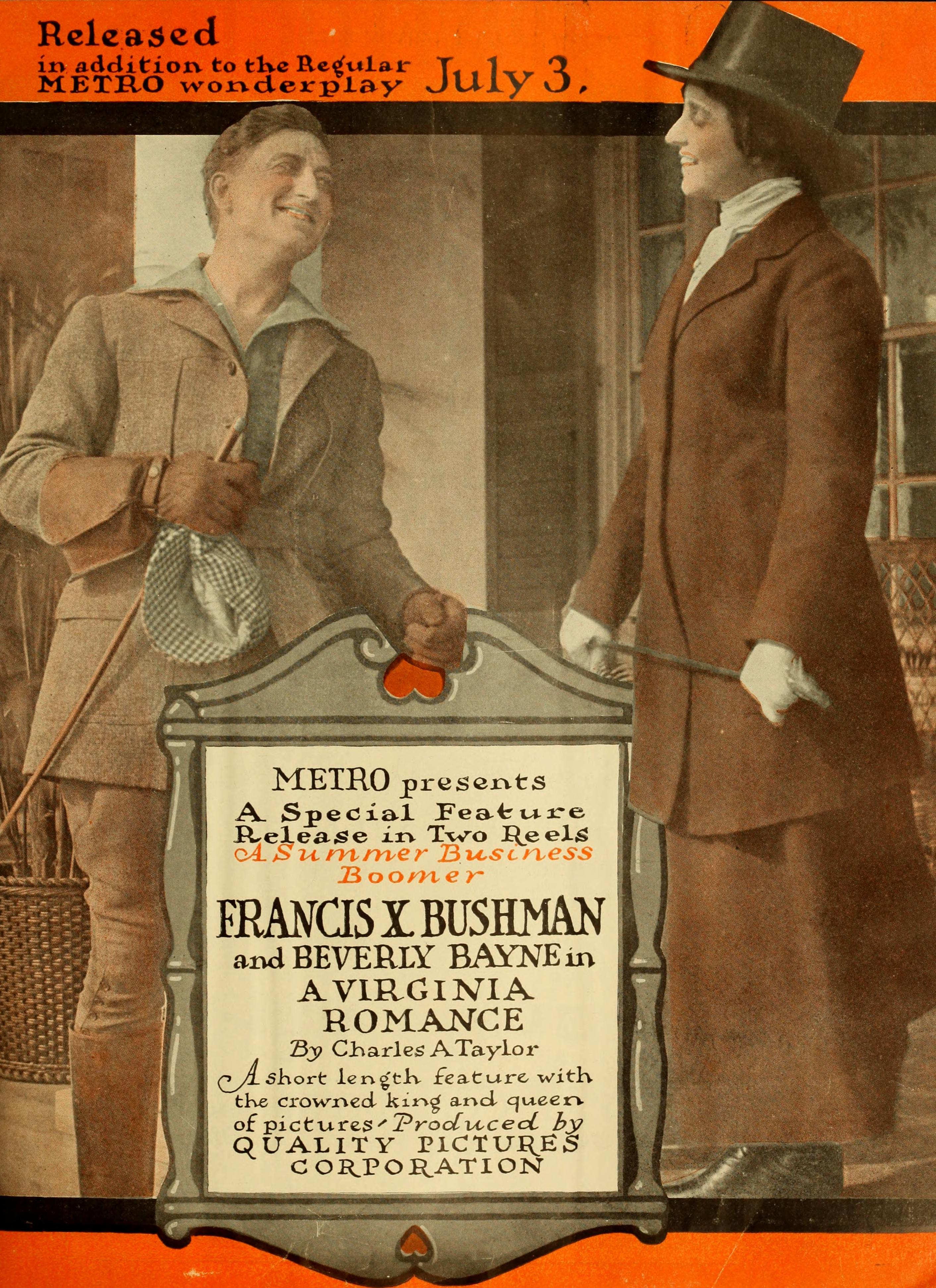
A Virginia Romance (1916)
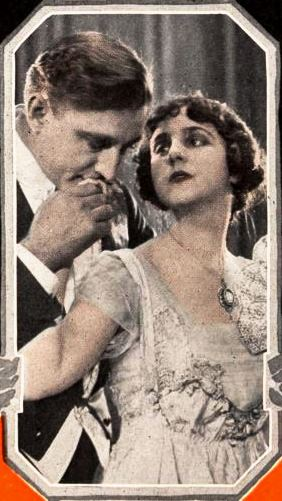
The Poor Rich Man (1918)
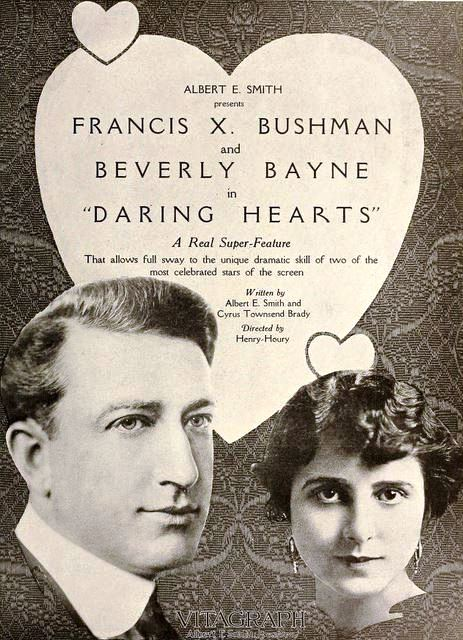
Daring Hearts (1919)